# 動態摩擦
在天體物理學之中，動態摩擦描述一物體在空間中移動時，受到周遭其他物體的重力影響而損失動量與動能的現象。動態摩擦最早由錢德拉塞卡於1943年時提出並且進行詳細的探討。

## 錢德拉塞卡動態摩擦公式
考慮一顆質量為{\displaystyle M}的目標星，假設一系統中之場星（假設質量為{\displaystyle m_{a}\ll M}）速度為各向同性，則該目標星所受之動態摩擦可簡單表示為
{\displaystyle {\frac {d\mathbf {v} _{M}}{dt}}=-16\pi ^{2}G^{2}Mm_{a}\ln {\Lambda }\left[\int _{0}^{v_{M}}dv_{a}{v_{a}}^{2}f(v_{a})\right]{\frac {\mathbf {v} _{M}}{{v_{M}}^{3}}}}
其中
- {\displaystyle G} 為重力常數
- {\displaystyle v_{M}} 為目標星之速度
- {\displaystyle v_{a}} 為場星之速度
- {\displaystyle f(v_{a})} 為場星速度之分佈函數（動態系統）（英语：Distribution function）
- {\displaystyle {\mbox{Ln}}(\Lambda )} 為庫侖對數（英语：Coulomb collision）

由式中可得知僅有速度較目標星為慢的場星能夠對目標星產生動態摩擦，而動態摩擦所造成之力的作用方向總是與目標星的行進速度方向相反。

## 應用

### 早期行星演化
在行星演化的理論中，初生行星與圍繞於恆星周遭之原行星盤間的動態摩擦會促使原行星的動能逐漸降低，並轉移到行星盤之中。這造成了原始行星的向內遷徙而更靠近主星。

### 星系
在星系的合併過程，恆星之間的動態摩擦會導致星系中恆星的運動轉變成不規則的隨機運動，這個過程稱為弛豫（Relaxation），並可使兩個對撞的盤狀星系合併成一橢圓星系。另外，若是合併前的星系之中存在超巨大質量黑洞的話，則黑洞也會因受到周遭恆星的動態摩擦而失去動能，因此逐漸落入合併星系的中心。

### 星系團
動態摩擦亦可解釋為何一星系團中最亮、最重的星系，往往都存在於靠近星系團的中心：因為星系的對撞會由於動態摩擦而消耗其運動方向之動量，從而降低其速度，而越巨大的星系所遭受的阻力則越強，造成的現象即是這些大質量星系最後都會落向星系團的中心。